# Ганелин, Вячеслав Шевелевич
Вячесла́в Ше́велевич Гане́лин (ивр. ויאצ'סלב (סלבה) גנלין ‎, лит. Viačeslavas Ganelinas; род. 17 декабря 1944, Красково) — советский и израильский импровизатор, пианист, композитор. Лауреат Национальной премии Литвы по культуре и искусству (2016).

## Биография
С родителями переехал из Москвы в Вильнюс в 1951 году. С конца 1960-х годов, вместе с переехавшим в Вильнюс из Архангельска в 1967 году Владимиром Тарасовым (ударные инструменты) и фотографом Григорием Таласом (контрабас), играл джаз в вильнюсском кафе «Неринга».
Окончил Вильнюсскую государственную консерваторию в 1968 году. В 1968—1984 годах был заведующим музыкальной частью Русского драматического театра в Вильнюсе.
С 1970 года Ганелин и Тарасов формально числились участниками художественной самодеятельности Дома культуры строителей. Выступали дуэтом на фестивале «Янтарная труба» в Каунасе, на джазовых фестивалях в Горьком (1970), Донецке (1971).
В Свердловске, где Ганелин, Талас и Тарасов выступали с концертом[когда?], познакомились с саксофонистом Владимиром Чекасиным. С переездом Чекасина в Вильнюс (1971), где он начал работать в духовом оркестре «Тримитас» („Trimitas“; «Труба»), образовалось известное джазовое трио Ганелин — Тарасов — Чекасин (Ganelin Trio, ГТЧ), которое выступало под эгидой Государственной филармонии Литовской ССР. Трио ГТЧ выступало на фестивалях «Юность-71» в Днепропетровске, «Путешествие в мир джаза» в Москве (1971), в ежегодном фестивале «Осенние ритмы» ленинградского джаз-клуба «Квадрат» в конце 1970-х годов, позднее за рубежом по всей Европе, кроме Албании, и в 1986 году в США в 16 наиболее крупных городах, выпустило много записей.
Трио существовало по 1986 год. Прекрасное знание как академического, так и джазового авангарда XX века, свободное художественное мышление и умение играть одновременно на нескольких инструментах позволяло им создавать сложные и длинные музыкальные картины, основанные на оригинальном переплетении фри-джаза, фольклора, модального джаза и камерной музыки. Трио ГТЧ стало первой советской группой, покорившей Западную Европу музыкой, не подражавшей известным американским образцам.
Являлся членом Союза композиторов СССР.
Написал музыку к более чем 30 спектаклям и 6 мюзиклам. Автор музыки нескольких концертов для отдельных инструментов, более 50 песен и музыки к более 60 кинофильмов киностудий «Мосфильм», «Ленфильм», «Литовская киностудия» и др.
По мотивам повести Казиса Боруты «Мельница Балтарагиса» написал мюзикл; ставился в театрах, реализован в кинофильме-мюзикле «Чёртова невеста» (лит. «Velnio nuotaka»; 1974; режиссёр Арунас Жебрюнас), саундтрек выпущен пластинкой фирмы «Мелодия». Написал оперу «Рыжая Лгунья и солдат», поставленную в 1977 году Московским камерным музыкальным театром. Всего написал 3 оперы.
В 1987 году переехал в Израиль. Преподаёт на джазовом отделении Иерусалимской Академии музыки композицию, музыку кино и игру на фортепиано.
Член Союза композиторов Израиля с 1988 года. С 1996 года заведует джазовой кафедрой в Иерусалимской Академии музыки. Активно концертирует и участвует в джазовых фестивалях. Является художественным руководителем Иерусалимского джазового фестиваля «Джаз Глобус».
Пять фильмов с музыкой В. Ганелина были удостоены почётных премий на международных фестивалях в Венеции, Стокгольме, Барселоне и Вашингтоне.
Выступает со многими музыкантами из разных стран: Эрикой Цимбровской и её мужем художником Вадимом Пуендаевым, также и с художником-перформансистом Алексом Кремером; дуэтах, ориентированных на этническую музыку: с певицей Эсти Офри Кенан и с Гершоном Вайсерфирером — исполнителем на уде, со скрипачом Моти Шмидтом, с ударником Микки Марковичем и саксофонистом Борисом Гаммером; играет с Пятрасом Вишняускасом и с Клаусом Кугелем (The Ganelin Trio Priority), а также экспериментирует в дуэте с известной пианисткой Ириной Беркович.
Участвует в постоянной передаче на израильском общенациональном радио с Дани Карпелем. Рубрика называется: «В лаборатории у Ганелина».

## Фильмография
- 1969 — Красавица
- 1973 — Полуночник
- 1974 — Садуто туто
- 1974 — Чёртова невеста
- 1976 — Смок и малыш
- 1976 — Приключения Калле-сыщика
- 1977 — Обмен
- 1977 — Ореховый хлеб
- 1974 — Осень моего детства
- 1978 — Комедия ошибок
- 1978 — Не буду гангстером, дорогая
- 1979, 1980 — Блуждающие огоньки
- 1980 — Кто заплатит за удачу?
- 1981 — С вечера до полудня
- 1982 — Частная жизнь
- 1982 — Английский вальс
- 1982 — Срок давности
- 1983 — Компаньоны
- 1983 — Юбилей
- 1984 — Парад планет
- 1984 — Счастливая, Женька!
- 1984 — Успех
- 1985 — Пять минут страха
- 1986 — Попутчик
- 1986 — Все против одного
- 1987 — Клуб женщин
- 1987 — Везучая
- Дистанция
- Человек, который любил иврит
- 1987 — Претендент
- 1988 — Мать Иисуса
- 1994—1998 — Без обратного адреса
- 2002 — Мишель
- 2003 — Другая женщина, другой мужчина…
- 2004 — Арье
- 2008 — Тени Фаберже

## Избранная дискография
- 1976 — Con Anima (Мелодия)
- 1979 — Catalogue: Live in East Germany (Leo Records)
- 1980 — Concerto Grosso (Мелодия)
- 1981 — Con Fuoco (Leo Records)
- 1981 — Baltic Triangle (Leo Records)
- 1982 — Poi Segue (Мелодия)
- 1982 — Non Troppo (Мелодия)
- 1982 — Ancora da Capo (Мелодия)
- 1983 — New Wine (Leo Records)
- 1983 — Vide.1981 (Leo Records)
- 1984 — Strictly For Our Friends (Leo Records)
- 1984 — Semplice (Мелодия)
- 1985 — Con Affetto (Мелодия)
- 1986 — Traango.. In Nickelsdort (Leo Records)
- 1988 — Poco A Poco (Leo Records)
- 1989 — Inverso
- 1989 — Jerusalem February Cantible (Leo Records)
- 1989 — Opuses (Leo Records)
- 1990 — Non Troppo (Leo Records)
- 1992 — San Francisco Hoidays
- 1993 — Encores (Leo Records)
- 1995 — Old Bottles (Leo Records)
- 1995 — Trio Alliance (Leo Records)
- 2000 — On Stage Backstage (Leo Records)
- 2003 — 15 Year Reunion (Leo Records)
- 2003 — Birds of Passage (Leo Records)
- 2004 — Eight Reflections of the Past Century (Auris Media)
- 2005 — Live in Germany (Auris Media)
- 2006 — Priority: Live at the Lithuanian National Philharmony Vilnius (Nemu)
- 2006 — Falling into Place (Auris Media)
- 2007 — Ne Slyshno (Auris Media)
- 2010 — Visions (Solyd Records) Live at the Visions Festival XII, New York City, 2007